# 比吉特·彼得
比吉特·彼得（德語：Birgit Peter，1964年1月27日—），德国女子赛艇运动员。她曾代表东德、德国参加1988年和1992年夏季奥林匹克运动会赛艇比赛，其中1988年奥运会获得女子双人双桨金牌，1992年奥运会则获得女子四人双桨金牌。